# Alloplasta vernalis
Alloplasta vernalis là một loài tò vò trong họ Ichneumonidae.